# Christopher Dodd
Christopher John "Chris" Dodd (Willimantic, Connecticut, 27 de maio de 1944) é um advogado e político americano, senador pelo estado de Connecticut. É membro do Partido Democrata. 

## Biografia
Nascido em 27 de maio de 1944, em Willimantic, no estado de Connecticut, é filho de Grace Mary Dodd  e do senador americano Thomas Joseph Dodd.
Dodd fala fluentemente o espanhol e já morou na República Dominicana.

### Carreira política
Dodd foi eleito para o Senado em 1980, e foi reeleito em 1986, 1992, 1998 e 2004. Ele é o primeiro senador de Connecticut sendo reeleito por cinco mandatos consecutivos. Antes de sua eleição para o Senado, Dodd era representante do segundo distrito de Connecticut.